# Melanolophia olivescens
Melanolophia olivescens är en fjärilsart som beskrevs av W. Warren 1904. Melanolophia olivescens ingår i släktet Melanolophia och familjen mätare. Inga underarter finns listade i Catalogue of Life.